# クリスタル・クルーズ
クリスタル・クルーズはアメリカ合衆国ロサンゼルスに本社を置くクルーズ会社。

## 概要
日本郵船により1988年に設立、1990年に第一船「クリスタル・ハーモニー」を就航し営業を開始。商号の「クリスタル」は「古来から輝く結晶体として澄み切った神秘的輝きの中に優雅さと豪華さを有し、人々の心をいつまでも魅了し続ける」意味を持ち、ファンネルマークのシーホースは海の神であるポセイドン並びにネプチューンの使いとして滑らかで素早い動きで海を泳ぎまわる姿をイメージしたものとし、二つを合わせ豪華なクルーズライフと伝統ある日本郵船の出会いを象徴したものとしている。
1995年には「クリスタル・シンフォニー」、2003年には「クリスタル・セレニティ」を就航し3隻体制としたが、2005年にはクリスタル・ハーモニーを郵船クルーズに売却、その後飛鳥IIとして運行している。
2013年には旅行雑誌コンデ・ナスト・トラベラーで通算20回目、7年連続の中型船部門の第1位に選ばれた。2014年には旅行雑誌トラベル・アンド・レジャーの読者投票「ワールド・ベスト・アワード2014」で19年連続で、クルーズ・ライン部門の「ラージシップ・クルーズ・ライン」の第1位に選ばれている。
2015年に、ゲンティン・グループのゲンティン香港に売却された。2021年には小型の探検型クルーズ船「クリスタル・エンデバー」を就航。
2022年2月に親会社のゲンティン香港の会社清算に伴い運航を停止。「クリスタル・セレニティ」「クリスタル・シンフォニー」は燃料代未納で差し押さえされ、7月にはロイヤル・カリビアン・インターナショナル系列のシルバーシー・クルーズが「クリスタル・エンデバー」を2.75億ドルで購入、「シルバー・エンデバー」として再就航している。6月にはイギリスのアバクロンビー&ケント（A&K Travel Group）が「クリスタル・セレニティ」「クリスタル・シンフォニー」の客船2隻とブランド使用権・顧客リスト等の無形資産を取得。
2023年8月には「クリスタル・セレニティ」、9月には「クリスタル・シンフォニー」の運航を再開。また2029年までの就航を目標に大型客船2隻・探検型客船2隻の建造計画を検討。2024年6月にフィンカンティエリと6万トン級定員約690人の2隻の建造契約を締結し、2028年春以降の竣工を予定。

## 客船
クリスタル・クルーズは2014年現在2隻のクルーズ船を運行している。クリスタル・シンフォニーとクリスタル・セレニティはそれぞれ約1,000人の定員。
| 船名                     | 完成年 | 造船所                     | 就航年 | 総トン数    | 船籍   | 備考 | 画像 |
| ------------------------ | ------ | -------------------------- | ------ | ----------- | ------ | ---- | ---- |
| クリスタル・シンフォニー | 1995   | クバナー・マサヤード造船所 | 1995   | 51,044 tons | バハマ |      |      |
| クリスタル・セレニティ   | 2003   | アトランティーク造船所     | 2003   | 68,870 tons | バハマ |      |      |